# Bitwa pod Filomelionem
Bitwa pod Filomelionem (dzisiaj Akşehir w Turcji) – starcie zbrojne, które miało miejsce w roku 1116 w trakcie walk Bizantyjczyków z Seldżukami.
Sułtan Malikszah usiłował odzyskać tereny, które w Anatolii utracił jego ojciec na rzecz Cesarstwa Bizantyńskiego, poniósł jednak porażkę w bitwie pod Kotyeon. Kilka lat później ponowił próbę i wojska jego starły się w Anatolii z armią bizantyńską pod wodzą schorowanego i bliskiego śmierci cesarza Aleksego I Komnena. Efektem przegranej przez Turków bitwy było uznanie ówczesnych granic cesarstwa za oficjalne.